# Hydrotaea okazakii
Hydrotaea okazakii este o specie de muște din genul Hydrotaea, familia Muscidae. A fost descrisă pentru prima dată de Shinonaga și Tadao Kano în anul 1971. Conform Catalogue of Life specia Hydrotaea okazakii nu are subspecii cunoscute.